# Cahiers de Doléances
Cahiers de Doléances (do francês antigo doléance e douloir, pelo latim dolére: "doer"; em português: "cadernos de queixas") são registros nos quais a assembleia de cada das circunscrições francesas, encarregadas de eleger os deputados para os Estados Gerais, anotava petições e queixas da população. Seu uso remonta ao século XIV. Os mais notórios sãos os de 1789. Como uma espécie de consulta às necessidades e anseios da população, os cadernos expressavam as instruções e poderes conferidos pela população a seus deputados.
Para preparar a reunião dos Estados Gerais, os súditos do reino redigiam seus cahiers de doléances, registrando queixas e pedidos endereçados ao rei. Cada ordem (Nobreza, Clero, Terceiro Estado) redigia o seu. Cada paróquia redigia o seu e posteriormente os cadernos eram agrupados por entidade administrativa. Para o Terceiro Estado, eram elaborados cahiers de cidades, paróquias, corporações de ofício, consolidados em três fases — cada fase resultando na redação de um caderno.
Tal fora feito por ocasião da convocação dos últimos Estados Gerais, em 1614, entre março e abril de 1789 foi solicitado aos franceses que redigissem seus cadernos, a serem encaminhados aos deputados eleitos para os Estados Gerais de 1 de maio de 1789, conforme convocação de Luís XVI. A consolidação dos cadernos foi feita poucas semanas antes da abertura dos Estados Gerais, de modo a permitir o debate. Estima-se que tenham sido enviados ao rei entre cinquenta e sessenta mil desses cadernos.
Atualmente, os cadernos são uma fonte de informação essencial para a pesquisa histórica acerca da vida dos franceses sobretudo na época da Revolução Francesa. Poucos cadernos anteriores a 1789 estão disponíveis.